# Lijst van beelden in Hattem
Dit is een chronologische lijst van beelden in Hattem. Onder een beeld wordt hier verstaan elk driedimensionaal kunstwerk in de openbare ruimte van de Nederlandse gemeente Hattem, waarbij beeld wordt gebruikt als verzamelbegrip voor sculpturen, standbeelden, installaties, gedenktekens en overige beeldhouwwerken.
Voor een volledig overzicht van de beschikbare afbeeldingen zie: Beelden in Hattem op Wikimedia Commons.
| Geplaatst | Omschrijving                                                                | Kunstenaar                  | Straat                             | Plaats | Materiaal       | Afbeelding |
| --------- | --------------------------------------------------------------------------- | --------------------------- | ---------------------------------- | ------ | --------------- | ---------- |
| 1770      | Wapenschild op gevel stadhuis                                               | ?                           | Markt                              | Hattem |                 |            |
| ?         | Waterpomp                                                                   | ?                           | Kerkstraat hoek Molenbelt          | Hattem |                 |            |
| 1776      | Waterpomp                                                                   | ?                           | Markt                              | Hattem |                 |            |
| 1800ca    | Vier leeuwen bij het Daendels huis.                                         | ?                           | Kerkhofstraat 9                    | Hattem |                 |            |
| 1990      | Man op de Dijkpoort (De Kakker)                                             | A. Visser                   | Dijkpoort                          | Hattem |                 |            |
| 1995      | Plaquette ter herinnering aan de verwoesting van de IJsselbrug 1940 en 1945 | Layos Györfi                | Kerkhofstraat 2                    | Hattem | brons           |            |
| 1980      | Oorlogsmonument                                                             | J.H. Plat en M. van de Veen | Geldersedijk                       | Hattem | natuursteen     |            |
| 1989      | Dorpspoort Hattem                                                           | Teo Visser jr               | Zuidwal bij Achterstraat           | Hattem |                 |            |
| 1991      | 't Schippertje                                                              | G. Beernink                 | Schipperswal bij 23                | Hattem |                 |            |
| 1992      | 't Vrouwtje van Hattem                                                      | Wim Barendsen               | Kerkhofstraat / Ridderstraat       | Hattem | steen           |            |
| 1996      | Planetarium                                                                 | Johan Wagenaar              | Veldhoeve                          | Hattem |                 |            |
| 1996      | Reliëf                                                                      | Wim Barendsen               | Kruisstraat / Achterstraat         | Hattem |                 |            |
| 1996      | Het baken van Hattem                                                        | Jan Samsom                  | Kerkhofdijk                        | Hattem | Beton en metaal |            |
| 1999      | De Hanzeschotel                                                             | Nicolas Dings               | Dorpsweg/Zuidwal                   | Hattem |                 |            |
| 2007      | Buste Jan Voerman                                                           | Elisabeth Varga             | Kerkhofdijk (in opslag)            | Hattem |                 |            |
| ?         | Kladdegat                                                                   | Jan-Erik Barendsen          | Brug over Stadsgracht bij de molen | Hattem |                 |            |
|           | Eleonora van Engeland                                                       | Wim Barendsen               | Kerkhofstraat / Ridderstraat       | Hattem | steen           |            |
|           | De open poort                                                               |                             | Veldhoeve                          | Hattem | steen           |            |
|           | Hans en Grietje                                                             | Bé Thoden van Velzen        | Grote gracht                       | Hattem | Kalksteen       |            |
|           | Dokter Sijpkes Smit                                                         | Anneke Barendsen-Oosterhof  | Achterstraat                       | Hattem |                 |            |
|           | Kikkers in concert                                                          | Beeldhouwgroep Beernink     | Grote gracht / Nieuwe weg          | Hattem | Natuursteen     |            |